# Carbamazepina
La carbamazepina (CBZ) és un medicament usat principalment per combatre l'epilèpsia i el dolor neuropàtic. No és efectiu en la crisi d'absència o la convulsió mioclònica. Es fa servir en l'esquizofrènia i, com a medicament secundari en el trastorn bipolar. La carbamazepina sembla funcionar com la fenitoïna i el valproat.
La carbamazepina va ser descoberta l'any 1953 pel químic suís Walter Schindler. És un dels medicaments considerats essencials per la World Health Organization. Està comercialitzada a Espanya com a EFG i Tegretol.